# Hippolyte Mongellas
Hippolyte Mongellas, né le 1er juillet 1815 à Paris et mort le 29 mars 1884 à Alger, est un magistrat et homme politique français, maire d'Alger entre 1876 et 1878.

## Biographie
Né le 1er juillet 1815 au no 7 de la rue de Gramont, à Paris, Marie-Laurent-Hippolyte Mongellas est le fils de Marie Poulain et de Laurent Mongellas, caissier originaire d'Héry-sur-Ugine. Il est le frère puîné du capitaine François-Eugène Mongellas (1807-1866).
Entre 1838 et 1851, Hippolyte Mongellas mène une carrière de magistrat : il est tout d'abord juge auditeur à Fort-de-France, puis substitut du procureur du roi à Dinan, puis conseiller auditeur à la cour royale de la Guadeloupe, puis juge au tribunal de Blida et, enfin, juge de paix dans le canton nord d'Alger.
Républicain et opposé au coup d'État du 2 décembre 1851, Mongellas refuse de prêter serment à Louis-Napoléon Bonaparte. Il est par conséquent révoqué.
Après la chute de l'empire, Mongellas est élu une première fois conseiller municipal d'Alger (du 8 octobre 1870 au 12 novembre 1871). Réélu en décembre 1874, il fait fonction de maire à partir du 22 mai 1876, car le maire bonapartiste Blasselle vient de démissionner. Le 28 octobre de la même année, le radical Mongellas est officiellement nommé maire d'Alger.
Après avoir démissionné de son poste de maire, le 13 janvier 1878, Hippolyte Mongellas reste très actif dans la vie civique locale. Il fait notamment partie des bureaux de bienfaisance européen et musulman ainsi que du Conseil départemental de l'instruction publique. Président de la Commission de l'inventaire des richesses artistiques de la France pour le département d'Alger et membre de la Commission d'examen des ouvrages intéressant l'Algérie (depuis 1879), il devient le président de la Société des beaux-arts, des sciences et des lettres d'Alger, dont il a été l'un des membres fondateurs en 1868. C'est à ce titre qu'il est nommé chevalier de la Légion d'honneur en 1880.
Il meurt le 29 mars 1884 au no 2 de la rue Blandan à Alger.
Hippolyte Mongellas ne doit pas être confondu avec Eugène Mongellas (1827-1885), président du conseil général du département d'Alger de 1878 à 1882. Les deux hommes sont probablement cousins, leurs pères étant originaires du même village de Savoie.